# Сиссе, Альфаджо
Альфаджо Сиссе (итал. Alphadjo Cissè; родился 22 октября 2006, Тревизо) — итальянский футболист, атакующий полузащитник клуба «Эллас Верона», выступающий на правах аренды за «Катандзаро».

## Клубная карьера
Воспитанник команд «Джорджоне» и «Эллас Верона», Сиссе дебютировал в профессиональном футболе 12 августа 2023 года в матче Кубка Италии против «Асколи». В Серии A впервые сыграл 26 мая 2024 года, выйдя на замену в матче против клуба «Интернационале».

## Карьера в сборной
Выступал за сборные Италии до 16, до 18 и до 19 лет.